# Mörktjärnen (Älvdalens socken, Dalarna)
Mörktjärnen är en sjö i Älvdalens kommun i Dalarna och ingår i Dalälvens huvudavrinningsområde. Sjön har en area på 0,0551 kvadratkilometer och ligger 277,2 meter över havet.

## Delavrinningsområde
Mörktjärnen ingår i det delavrinningsområde (679540-140481) som SMHI kallar för Ovan Vasslen. Medelhöjden är 344 meter över havet och ytan är 6,7 kvadratkilometer. Räknas de 44 avrinningsområdena uppströms in blir den ackumulerade arean 836,76 kvadratkilometer. Rotnen som avvattnar avrinningsområdet har biflödesordning 2, vilket innebär att vattnet flödar genom totalt 2 vattendrag innan det når havet efter 361 kilometer. Avrinningsområdet består mestadels av skog (92 procent). Avrinningsområdet har 0,06 kvadratkilometer vattenytor vilket ger det en sjöprocent på 0,8 procent. Bebyggelsen i området täcker en yta av 0,06 kvadratkilometer eller 1 procent av avrinningsområdet.